# 巴尔德拉杜埃河畔比利亚桑索
巴尔德拉杜埃河畔比利亚桑索（西班牙語：Villazanzo de Valderaduey）是西班牙卡斯蒂利亚-莱昂莱昂省的一个市镇。 总面积146平方公里，总人口665人（2004年），人口密度5人/平方公里。